# 이계한
이계한(李啓漢, 일본식 이름: 松本啓三마쓰모토 게이조, 1895년 3월 12일 ~ 1968년 6월 29일)은 일제강점기의 경찰 출신 관료이다. 조선총독부 중추원 참의도 지냈다.

## 생애
충청남도 당진군 출신이다. 1915년에 경성제일고등보통학교를 졸업하고 조선총독부 관리가 되었다. 견습을 마치고 1916년부터 강원도 영월군에서 군서기로 일하다가 이듬해에는 경찰이 되어 경무총감부에서 경부로 근무했다.
함흥경찰서와 경무국 등을 거쳐 1921년에 도경부가 되었다. 1926년에는 도경시로 승진하여 평안남도 보안과장으로 발령받았다. 사상범을 취급하는 평남 보안과장으로 3년 동안 재직한 뒤 관계로 전직했다.
1929년에 평안북도 덕천군 군수가 된 것을 시작으로 총독부 군수로 근무했다. 평원군 군수와 1940년 강원도, 1942년 경기도의 참여관을 거쳐 일제 강점기 말기에는 중추원 참의에 올랐다. 중추원 참의로 재직하면서 국민총력조선연맹에서 임원을 맡기도 했다.
1934년에 일본 정부로부터 훈6등 서보장을 수여받는 등 1935년 기준으로 정6위 훈6등에 서위되어 있었다.
대한민국 정부 수립 후인 1949년에 반민족행위처벌법에 따라 반민특위에 검거되었다. 그러나 반민특위의 활동이 방해를 받으면서 노덕술과 함께 공소기각 판결을 받아 처벌은 받지 않았다.
2002년 발표된 친일파 708인 명단의 중추원, 도 참여관, 조선총독부 사무관, 경시의 4개 부문과 2008년에 민족문제연구소가 공개한 친일인명사전 수록예정자 명단의 중추원, 관료, 경찰 3개 부문에 선정되었다. 2009년 친일반민족행위진상규명위원회가 발표한 친일반민족행위 705인 명단에도 포함되었다.

## 같이 보기
- 조선총독부 중추원
- 국민총력조선연맹

## 참고자료
- 이계한(李啓漢) - 국사편찬위원회
- 친일인명사전편찬위원회 (2004년 12월 27일). 《일제협력단체사전 - 국내 중앙편》. 서울: 민족문제연구소. 355,469쪽쪽. ISBN 89-953307-2-4.